# Kuvandyksky (huyện)
Huyện Kuvandyksky (tiếng Nga: ? райо́н) là một huyện hành chính tự quản (raion), của Tỉnh Orenburg, Nga. Huyện có diện tích 5998 kilômét vuông, dân số thời điểm ngày 1 tháng 1 năm 2000 là 25000 người. Trung tâm của huyện đóng ở Kuvandyk.